# 鍾小平
鍾小平（1962年8月27日—），中華民國政治人物，中國國民黨籍，現任臺北市議會議員、流浪動物之家基金會董事長，曾為國中教師與運動選手。2024年獲中國國民黨提名參選臺北市第五選舉區立法委員但未能當選。

## 早年及背景
鍾小平出生於臺北市，在九個兒女中排行第七，有兩名姊姊。
鍾小平就讀后綜國中一年級時迷上籃球，之後進入
世界新聞專科學校（今世新大學）接受教練李鴻棋的指導，並練就三分球能力，入伍服役時被飛駝籃球隊教練張克佑相中至此展開甲組生涯，退役後進入雷諾士雲絲頓籃球隊，1988年就讀中國文化大學時獲選大專籃球聯賽大學明星隊球員。1992年6月鍾小平在全國夜大杯籃賽對上逢甲大學一役投進16記三分球，創下中華民國個人單場三分球最高紀錄。1993年6月鍾小平在全國夜大杯籃賽迎戰中山大學之戰投進17記三分球，改寫個人單場三分球紀錄。
2012年7月透過臺中璞園建築總教練許晉哲推薦投入第十季超級籃球聯賽新人選秀會。

## 政治經歷

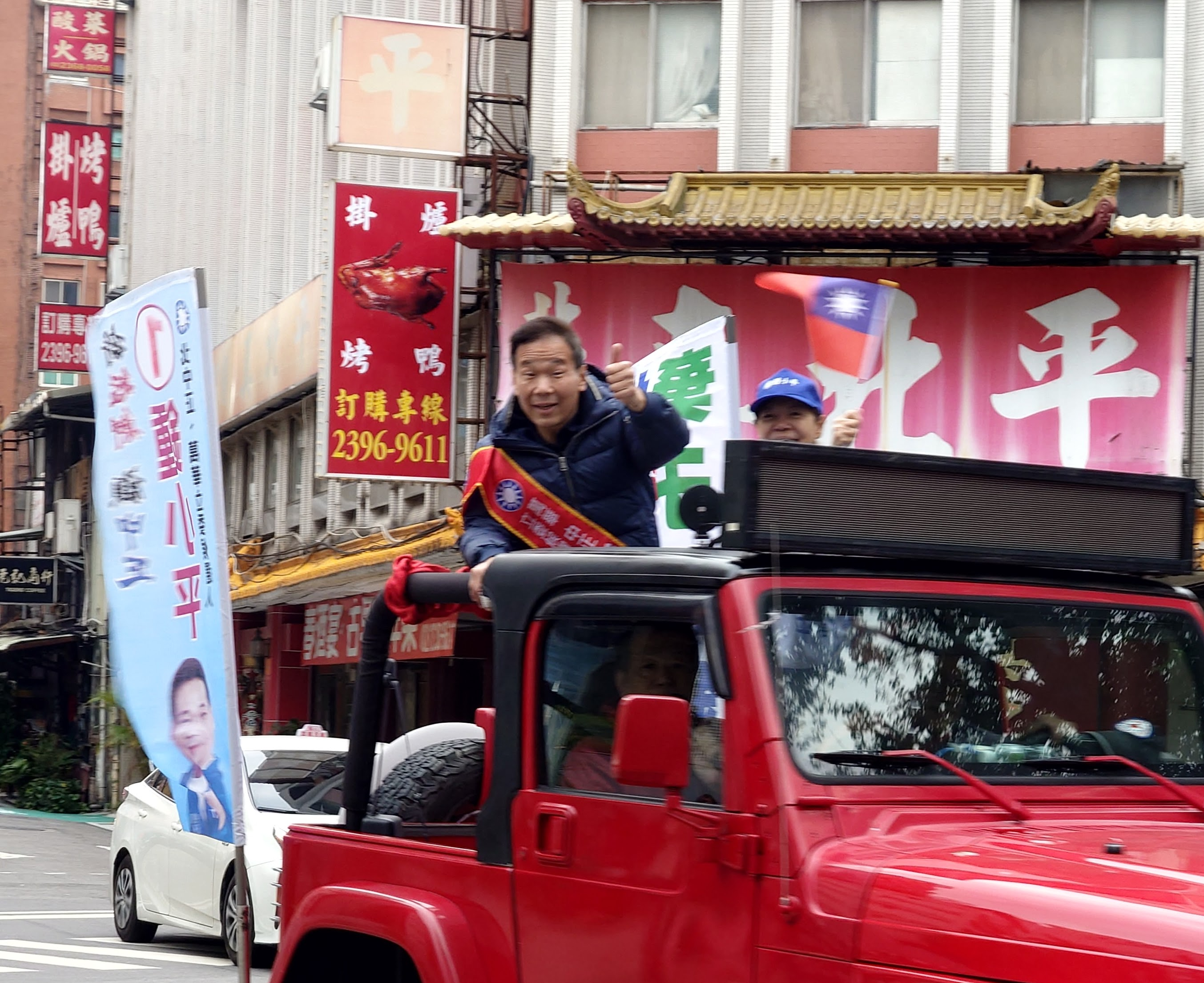
鐘小平參選立法委員掃街拜票

- 1993年，加入新黨，首次參選臺北縣議員並當選[11]。
- 1998年，參選中和市市長落敗，同年參選臺北市議員並當選。
- 2002年，以無黨籍競選連任落敗，四年後參選亦然。
- 2010年7月，參加國民黨台北市議員初選通過[12]，最終當選市議員。
- 2014年4月，參加國民黨台北市長初選落敗，由連勝文代表國民黨參選台北市長，並表示將全力支持連勝文[13][14]。
- 2014年6月，以民調17.26%代表國民黨參選台北市第五選區市議員[15]，最終當選市議員。
- 2016年1月20日，以世代交替為號召，宣布參選中國國民黨主席，並且表態若當選即刻開除連戰黨籍，希望拉攏20至39歲年青世代的選民支持[16][17]。
- 2017年10月，參選國民黨台北市黨部主委，最終敗給台北市前民政局長黃呂錦茹[18]。
- 2018年5月，參加國民黨台北市長黨內初選，最終以第四名落敗[19]。同年8月，获國民黨徵召參選台北市議員[20]，並最終當選。
- 2019年6月，參加國民黨立法委員黨內初選，最終敗給前立法委員林郁方[21]。國民黨考紀委員會以鍾小平立委初選登記時與台北市黨部產生糾紛為由，將其停權6個月。
- 2019年7月，申請退出國民黨並宣布以無黨籍參選立委並尋求與台灣民眾黨合作[22][23] ，但最終並未參選。
- 2022年3月，循同舟計畫重回國民黨[24]。
- 2023年9月6日，獲得國民黨提名參選臺北市第五選舉區立法委員[25][26]，敗給民主進步黨的吳沛憶。
- 2024年5月2日，到台北地檢署按鈴告發京華城案，控訴台北市前市長兼民眾黨主席柯文哲、台北市前副市長彭振聲，在京華城的拆卸重建案中提供獎勵至容積率840%，涉犯圖利[27]。

## 涉法事件

### 工程補助款案
鍾小平、民進黨籍陳文治等人被控在擔任台北縣議員期間詐領地方工程補助款。一審認定該簽單是偽造，簽名並非本人的字跡獲判無罪，二審經高等法院審理後改判7年2月，褫奪公權5年，鍾小平等人上訴後，2012年最高法院於發回更審，更一審將3人判處無罪。台北市議員候選人張榮法呼籲高等法院速審速結本案。
2016年1月，最高法院駁回檢方上訴，鍾小平等人無罪定讞。

## 爭議事件
- 2011年3月8日，鍾小平與前立委邱毅共同於立法院質疑高雄銀行協助高雄市長陳菊瀆職炒高台北市房價，由於高雄銀行幾乎是由陳菊一手掌控，卻頻頻以「全額貸款」的方式貸款給台北市著名的「炒房大咖」黃永義。鍾小平表示，台北市萬華區在地人黃永義總是以獨資方式購屋再轉售，平時的興趣就是到處看房子，買賣時也不假手於他人，在外界看來是很低調且神祕的投資客、炒手，且據他了解，黃永義來自「深綠家庭」，暗指陳菊有不臧、勾結、收賄、收取政治獻金的狀況[33]。對此，高雄銀行於同日下午發布聲明，駁斥立委邱毅指控高雄銀配合高雄市長陳菊炒房。高雄銀行表示，邱毅所言與事實不符，該行絕無違法高估超貸情事，鑑價金額可受公評，且高雄銀為上市公司，財務、業務獨立，高雄市政府僅為該行大股東投資關係，但該行經營由專業經理人負責，與陳菊無涉[34]。
- 2011年8月8日，鍾小平遭民眾踢爆耍特權霸占台北市議會籃球場，且怒斥民眾：「議員打你就不能打！我市議員，當我一個人打，你們全部都走！」不但霸道地將事先預約球場的民眾趕出場外，甚至指著民眾飆罵：「太討厭你這小孩！你這不懂事的小孩！」霸道言行全都錄。[35]事後經球場管理員調出《台北市議會康樂場地使用管理辦法》第三條規定，指出市議會球場並不開放一般民眾使用，也爆出該民眾是透過關係借場地，本身並無資格使用該球場。[36]
- 2014年初，鍾小平告發連勝文收受康師傅TDR退佣涉嫌背信。對此連勝文發表聲明，表示永豐金承銷康師傅TDR及退還魏家佣金期間，未擔任該公司任何職務也無參與相關決策，接受退款無關是否擔任永豐銀董事。[37]對於鍾小平的指控，連勝文於同年1月10日委請律師提出誹謗告訴。[38]

### 發動罷免林昶佐
為自身政治利益，發動罷免臺北市第五選舉區立法委員林昶佐連署，第一階段連署書近兩成未通過審核，第二階段近三成未審核通過，雖然相關罷免公投最終於2022年1月9日舉行，最終因罷免票未達全體選民人數四分之一，宣告罷免案不獲通過。
2024年5月2日指控台灣民眾黨主席柯文哲，在擔任臺北市長任內違法將京華廣場的容積率提高至840%，涉嫌圖利，向臺北地檢署告發，北檢以「他字案」展開調查。隨後並在政論節目上，多次詳述出各種有關此案的犯案過程，並指控柯文哲貪污金額超過4億元新台幣，以及1500顆比特幣，甚至稱柯文哲性騷擾女記者。
2024年9月柯文哲在被收押前，以自訴的方式向鍾小平提出誹謗。2025年8月5日兩人在臺北地方法院開庭時，應法官建議，兩人達成和解，但柯文哲有要求，對於惡意誹謗及造謠這件事，必須公開道歉。然而，鍾小平離開法院前，對於自己的查證不足輕輕帶過，也稱基於「藍白合作」而和解。對此轟動所有民眾黨及其支持者，也用各種方式，表達不滿。

## 選舉紀錄
| 年度 | 選舉屆數               | 選舉區           | 所屬政黨   | 得票數 | 得票率 | 當選標記 | 備註 |
| ---- | ---------------------- | ---------------- | ---------- | ------ | ------ | -------- | ---- |
| 1994 | 第十三屆臺北縣議員選舉 | 臺北縣第二選舉區 | 新黨       | 17,622 | 8.77%  |          |      |
| 1998 | 第十三屆中和市市長選舉 | 臺北縣中和市     | 新黨       | 28,681 | 24.07% |          |      |
| 1998 | 第八屆臺北市議員選舉   | 臺北市第五選舉區 | 新黨       | 15,930 | 7.53%  |          |      |
| 2002 | 第九屆臺北市議員選舉   | 臺北市第五選舉區 | 無黨籍     | 9,698  | 5.18%  |          |      |
| 2006 | 第十屆臺北市議員選舉   | 臺北市第五選舉區 | 無黨籍     | 9,685  | 5.62%  |          |      |
| 2010 | 第十一屆臺北市議員選舉 | 臺北市第五選舉區 | 中國國民黨 | 21,160 | 11.15% |          |      |
| 2014 | 第十二屆臺北市議員選舉 | 臺北市第五選舉區 | 中國國民黨 | 14,987 | 7.70%  |          |      |
| 2018 | 第十三屆臺北市議員選舉 | 臺北市第五選舉區 | 中國國民黨 | 23,790 | 13.28% |          |      |
| 2022 | 第十四屆臺北市議員選舉 | 臺北市第五選舉區 | 中國國民黨 | 15,422 | 9.04%  |          |      |
| 2024 | 第十一屆立法委員選舉   | 臺北市第五選舉區 | 中國國民黨 | 57,634 | 34.28% |          |      |

## 外部連結
- 鍾小平的Facebook專頁粉絲專頁
- 台北市議員鍾小平 （页面存档备份，存于）